# فقمة فراء خوان فرنانديز
فقمة فراء خوان فرنانديز هي نوع من فقمات الفراء تعيش فيجزر خوان فرنانديز وجزيرة ديزفينتوراديس.